# Васьковчики
Васьковчики (укр. Васьківчики) — село в Красиловском районе Хмельницкой области Украины.
Население по переписи 2001 года составляло 348 человек. Почтовый индекс — 31012. Телефонный код — 3855. Занимает площадь 1,511 км². Код КОАТУУ — 6822780401.

## Местный совет
31021, Хмельницкая обл., Красиловский р-н, с. Васьковчики, ул. Ленина, 1